# دانا كارل غلوفر
دانا كارل غلوفر (بالإنجليزية: Dana Karl Glover)‏ هو ملحن أمريكي، ولد في 8 سبتمبر 1958 في لوس أنجلوس في الولايات المتحدة.

## وصلات خارجية
- دانا كارل غلوفر على موقع IMDb (الإنجليزية)
- دانا كارل غلوفر على موقع ميوزك برينز (الإنجليزية)
- دانا كارل غلوفر على موقع ديسكوغز (الإنجليزية)